# Виелица (филм)
Вижте пояснителната страница за други значения на Виелица.
Виелица е български телевизионен игрален филм (детски) от 1986 година на режисьора Милен Гетов, по сценарий на Златина Билярска.

## Актьорски състав
| В главните роли | Изпълнител       |
| --------------- | ---------------- |
| бащата          | Кольо Дончев     |
| майката         | Пенка Цицелкова  |
| Деси            | Сабина Минкова   |
|                 | Александър Бочев |
|                 | Иван Въргулев    |